# Brasileon
Brasileon är ett släkte av insekter. Brasileon ingår i familjen myrlejonsländor.
Kladogram enligt Catalogue of Life:
| Brasileon | \| \| Brasileon amazonicus \| \| \| \| \| \| Brasileon pennyi \| \| \| \| |
|           | \| \| Brasileon amazonicus \| \| \| \| \| \| Brasileon pennyi \| \| \| \| |
|           | Brasileon amazonicus                                                      |
|           |                                                                           |
|           | Brasileon pennyi                                                          |
|           |                                                                           |